# Melanargia coxii
Melanargia coxii är en fjärilsart som beskrevs av Haig-thomas 1931. Melanargia coxii ingår i släktet Melanargia och familjen praktfjärilar. Inga underarter finns listade i Catalogue of Life.